# Artoria maculatipes
Artoria maculatipes là một loài nhện trong họ Lycosidae.
Loài này thuộc chi Artoria. Artoria maculatipes được Carl Friedrich Roewer miêu tả năm 1960.